# Höhnstedt
Höhnstedt là một đô thị thuộc huyện Saalekreis, bang Saxony-Anhalt, Đức.